# Ромбододекаэдральные соты
| Ромбододекаэдральные соты     | Ромбододекаэдральные соты |
| ----------------------------- | --- |
|                               | |
| Тип                           | двойственые соты для выпуклых однородных сот                                                                                          |
| Диаграммы Коксетера — Дынкина | = · |
| Тип ячейки                    | Ромбододекаэдр V3.4.3.4 |
| Типы граней                   | Ромбы |
| Кристаллографическая группа   | Fm3m (225) |
| Нотация Коксетера             | ½{\displaystyle {\tilde {C}}_{3}}, [1+,4,3,4] {\displaystyle {\tilde {B}}_{3}}, [4,31,1] {\displaystyle {\tilde {A}}_{3}}×2, <[3[4]]> |
| Двойственные соты             | Тетраэдрально-октаэдральные соты |
| Свойства                      | рёберно транзитивные, гранетранзитивное, ячейно транзитивное                                                                          |

Ромбододекаэдральные соты — это замощение 3-мерного евклидова пространства.  
Это диаграмма Вороного гранецентрированной кубической упаковки сфер, 
которая имеет наибольшую плотность упаковки одинаковых сфер (см. Гипотеза Кеплера).

## Геометрия
Соты состоят из копий одной ячейки - ромбододекаэдра.  
Все грани являются ромбами с диагоналями с соотношением 1:√2. Три ячейки сходятся в каждом ребре.  
Таким образом, соты являются ячейно транзитивными, гранетранзитивными 
и рёберно транзитивными.
Но они не вершинно транзитивны, поскольку имеют два вида вершин.  
Каждая вершина тупых углов ромбических граней принадлежит четырём ячейкам. Каждая вершина острых углов ромбических граней принадлежит 6 ячейкам.
Ромбододекаэдр может быть скручен по одному из его шестиугольных сечений для образования трапецеромбического додекаэдра, 
который является ячейкой похожего замощения, диаграммы Вороного шестиугольной плотной упаковки.
|  | Соты могут быть получены из замощения чередующихся кубов путём наращения каждой грани куба пирамидой. | Вид ромбододекаэдральных сот изнутри. |

### Раскраски
Замощающие ячейки могут быть раскрашены в 4 цвета в кубических слоях по 2 цвета в каждом, так что две ячейки одного цвета соприкасаются только в вершинах.
Можно раскрасить в 6 цветов шестиугольные слои по 3 цвета в каждом, так что ячейки одного цвета не соприкасаются вообще.
| Раскраска в 4 цвета                                       | Раскраска в 6 цветов                                                         |
| --------------------------------------------------------- | ---------------------------------------------------------------------------- |
|                                                           |                                                                              |
| Попеременные квадратные слои жёлто-синие и красно-зелёные | Попеременные шестиугольные слои красно-зелёно-синие и пурпурно-жёлто-голубые |

## Связанные соты
Ромбододекаэдральные соты могут быть разбиты на треугольные трапецоэдральные соты 
путём разбиения каждого ромбододекаэдра на 4 треугольных трапецоэдра. 
Каждый ромбододекаэдр может быть разбит на 12 ромбических пирамид.

### Трапецеромбические додекаэдральные соты
| Трапецеромбические додекаэдральные соты | Трапецеромбические додекаэдральные соты       |
| --------------------------------------- | --------------------------------------------- |
|                                         |                                               |
| Type                                    | двойственные соты для выпуклых однородных сот |
| Тип ячейки                              | Трапецеромбический додекаэдр VG3.4.3.4        |
| Типы граней                             | ромб, трапеция                                |
| Группа симметрии                        | P63/mmc                                       |
| Двойственный                            | повёрнутые тетраэдрально-октаэдральные соты   |
| Свойства                                | однородные по рёбрам, граням и ячейкам        |

Трапецеромбические додекаэдральные соты — это замощение евклидова 3-мерного пространства. 
Оно состоит из копий единственной ячейки, трапецеромбического додекаэдра.  
Соты подобны ромбодедраэдральным сотам с более высокой симметрией, которые имеют все 12 граней в виде ромбов.

#### Связанные соты
Соты являются двойственные вершинно транзитивным повёрнутым тетраэдрально-октаэдральным сотам.

### Ромбо-пирамидальные соты
| Ромбо-пирамидальные соты      | Ромбо-пирамидальные соты                                                                |
| ----------------------------- | --------------------------------------------------------------------------------------- |
| (Нет изображения)             |                                                                                         |
| Тип                           | двойственные соты для однородных сот                                                    |
| Диаграммы Коксетера — Дынкина | node_f1 · 3 · node_f1 · split1-43 · nodes · node_fh · 4 · node · 3 · node_f1 · 4 · node |
| Ячейка                        | ромбическая пирамида                                                                    |
| Грани                         | ромбы треугольники                                                                      |
| Группы Коксетера              | [4,31,1], {\displaystyle {\tilde {B}}_{3}} [3[4]], {\displaystyle {\tilde {A}}_{3}}     |
| Группа симметрии              | Fm3m (225)                                                                              |
| Вершинные фигуры              | · ,                                                                                     |
| Двойственные соты             | скошенные кубические соты                                                               |
| Свойства                      | Ячейно транзитивное                                                                     |

Ромбо-пирамидальные соты — это однородное заполняющее 3-мерное евклидово пространоство замощение. 
Эти соты можно рассматривать как ромбододекаэдральные соты, в которых ромбододекаэдры разбиты на 12 ромбических пирамид.
| Ромбододекаэдральные соты | Ромбоэдральное разбиение | В кубе |

#### Связанные соты
Соты являются двойственными скошенным кубическим сотам: